# Tablica szmaragdowa

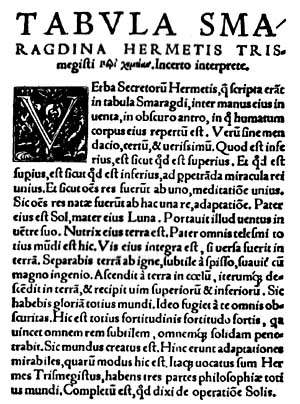
Tekst łaciński Tabula Smaragdina

Tablica Szmaragdowa (łac. Tabula Smaragdina) – tekst hermetyczny, którego autorstwo przypisuje się Hermesowi Trismegistosowi. Do treści Tablicy odwoływali się średniowieczni alchemicy oraz różokrzyżowcy, a także adepci nauk okultystycznych i ezoterycznych. Alchemicy wierzyli, iż przekaz zawiera tajemnicę kamienia filozoficznego. 

## Historia
Utwór tradycyjnie uznawany był za starożytny, a jego odnalezienie przypisywano Apoloniuszowi z Tiany (I w. n.e.). Według badań historyków prawdopodobnie powstał jednak w kręgu języka arabskiego między VI a VIII wiekiem n.e. Po raz pierwszy poświadczony jest w Kitāb sirr al-ḫalīqa (Księdze tajemnic stworzenia i sztuki natury), kompilacji starszych tekstów zebranej przez Balinusa (VIII w. n.e.). Podawał on, że odnalazł tekst w grobowcu pod statuą Hermesa w Tianie. Był on zapisany na szmaragdowej tablicy, trzymanej w ręku przez zwłoki siedzące na złotym tronie. Pierwszy przekład na łacinę pochodzi z XII w. i jest autorstwa Hugona z Santalli. Jednego z późniejszych przekładów na język angielski dokonał Izaak Newton, który zajmował się też alchemią i okultyzmem.

## Tłumaczenie
Tłumaczenie tekstu z języka łacińskiego dokonane przez dr Romana Bugaja na podstawie Bibliotheca chemica curiosa autorstwa J. J. Mangeta:
1. Prawdziwe, bez kłamstwa, pewne i najprawdziwsze.
2. To, co jest niżej, jest jak to, co jest wyżej, a to, co jest wyżej, jest jak to, co jest niżej, dla przeniknięcia cudów jedynej rzeczy.
3. I tak jak wszystkie rzeczy powstały z jednego, z myśli jednego, tak wszystkie rzeczy zostały zrodzone z tej jednej rzeczy, przez przystosowanie.
4. Ojcem jego jest Słońce, matką Księżyc; wiatr wynosił go w swym łonie; karmicielką jego jest ziemia.
5. Ojciec wszelkiego stworzenia całego świata jest tutaj.
6. Siła jego jest zupełna, jeżeli zamieni się w ziemię.
7. Oddzielisz ziemię od ognia, subtelne (lotne) od gęstego, z wolna, z wielką zręcznością.
8. Wznosi się z ziemi ku niebu i powtórnie zstępuje na ziemię i otrzymuje siłę wyższych i niższych. Tak posiądziesz chwałę całego świata. Dlatego odstąpi od ciebie wszelka ciemność.
9. Ta jest wszelkiej mocy potężna siła: ponieważ zwycięży wszelką rzecz subtelną i przeniknie każde ciało stałe.
10. Tak został stworzony świat.
11. Takie będą cudowne przystosowania, których sposób jest tu zawarty.
12. Dlatego jestem nazwany Hermesem Potrójnie-Wielkim (Hermes Trismegistos), posiadającym trzy części filozofii całego świata.
13. To jest zupełne, co powiedziałem o działaniu Słońca[5].